# Ibis andyjski
Ibis andyjski (Plegadis ridgwayi) – gatunek dużego ptaka z rodziny ibisów (Threskiornithidae). Występuje w zachodniej części Ameryki Południowej. Nie jest zagrożony wyginięciem.

## Taksonomia
Po raz pierwszy gatunek opisał Joel Asaph Allen w 1876. Opis ukazał się na łamach Bulletin of the Museum of Comparative Zoology at Harvard College. Holotyp pochodził z okolic jeziora Titicaca w Peru. Autor zbadał łącznie 13 okazów. Nadał nowemu gatunkowi nazwę Falcinellus Ridgwayi. Obecnie (2020) Międzynarodowy Komitet Ornitologiczny umieszcza ibisa andyjskiego w rodzaju Plegadis. Jest to gatunek monotypowy.

## Morfologia
Długość ciała wynosi 56–61 cm; masa ciała samca 608–734 g, samicy 478–554 g. Są to jak na ibisa średnie rozmiary. Długość dzioba u 10 samców wynosiła od 108 do 127 mm, a u 7 samic – od 86 do 95 mm. Podstawową barwą upierzenia jest fioletowobrązowy. Na pokrywach skrzydłowych mniejszych występuje fioletowa i zielona opalizacja. Głowa i szyja mają barwę matowokasztanową. Skrzydła i sterówki w całej powierzchni połyskują zielono, przy czym ogon jest ciemniejszy. Tęczówka czerwona, nogi i stopy czarne. W okresie spoczynkowym (w zimie) upierzenie staje się ogółem bardziej matowe, upierzenie głowy i szyi zmienia barwę na ciemnobrązową z drobnymi, białymi paskami. W sezonie lęgowym głowa i szyja stają się intensywnie kasztanowe.

## Zasięg występowania
Ibisy andyjskie występują na wyżynach centralnego Peru na południe po Boliwię, skrajnie północne Chile i północno-zachodnią Argentynę. Poza sezonem lęgowym odwiedzają również wybrzeże Peru, okazjonalnie gniazdują tam. Bywały odnotowywane na wysokości od 3500 m n.p.m. do 4800 m n.p.m. (w Peru).

## Ekologia i zachowanie
Środowiskiem życia ibisów andyjskich są wysokogórskie formacje roślinne typu puna. Mogą również występować w surowszym wysokogórskim klimacie, ale rzadko pojawiają się w strefach subtropikalnych, z wyjątkiem wybrzeża Peru. Poruszają się one w stadach, przeważnie milczą. Nie wiadomo, czym żywią się ibisy andyjskie; najprawdopodobniej jedzą głównie stawonogi i inne bezkręgowce. Prawdopodobnie są oportunistami; zbierają się przykładowo dużymi stadami w miejscach obfitujących w barwne larwy motyli.

### Lęgi
Ibisy andyjskie gniazdują kolonijnie. Sezon jest zmienny; najwięcej zniesień przypada na okres od kwietnia do lipca, ale w Peru stwierdzano zniesienia także od grudnia do marca, a w Boliwii w listopadzie. Swoje gniazda zakładają w wysokich trzcinach na bagnach. W zniesieniu znajduje się jedno jajo, rzadko 2; jednak, według danych z niewoli, normą jest wyklucie się tylko jednego młodego. Wymiary dla nieokreślonej liczby jaj: 49,0–55,4 na 33,2–37,3 mm. Jaja w zoo w Chessington (Londyn) wykluwały się po 24 dniach inkubacji.
Pisklęta są ciemnobrązowe, ich dzioby pokrywają paski.

## Status i zagrożenia
IUCN uznaje ibisa andyjskiego za gatunek najmniejszej troski (LC, Least Concern) nieprzerwanie od 1988 (stan w 2021). Liczebność populacji szacuje się na 6700 – 10 000 dorosłych osobników. BirdLife International ocenia trend populacji jako spadkowy ze względu na postępujące niszczenie środowiska.